# Astragalus geerwusuensis
Astragalus geerwusuensis är en ärtväxtart som beskrevs av Hiang Chian Fu. Astragalus geerwusuensis ingår i släktet vedlar, och familjen ärtväxter. Inga underarter finns listade i Catalogue of Life.